# Ad-Duha
Ad-Duha (Il Mattino) è la novantatreesima Sura del Corano, una sura meccana composta da 11 versetti. Questa sura tratta principalmente dell'incoraggiamento al Profeta Maometto durante un periodo di difficoltà e dell'esaltazione della bontà e della generosità di Allah. La sura è stata rivelata dopo un lungo periodo di interruzione delle rivelazioni di Allah dalla precedente sura LXXXIX, periodo in cui Maometto subì attacchi da miscredenti e nemici, tra cui suo zio Abu Lahab, il quale verrà condannato per questo come descritto nella sura CXI.

## Contenuto
- Il Mattino e la Notte: La sura inizia con un giuramento divino sul mattino e sulla sua luce crescente, sottolineando la bontà e la misericordia di Allah.
- L'Incoraggiamento al Profeta: Allah rassicura il Profeta Maometto, promettendogli che non lo abbandonerà e che la sua situazione migliorerà.
- La Generosità di Allah: Allah ricorda al Profeta i numerosi benefici e le generosità ricevute in passato e lo esorta a mostrare gratitudine attraverso l'aiuto agli altri.

## Analisi
La Sura Ad-Duha è significativa perché offre conforto e sostegno al Profeta Maometto durante un momento di difficoltà e incertezza, rassicurandolo della bontà e della misericordia di Allah. La sura invita alla gratitudine verso Allah per i numerosi benefici ricevuti e all'espressione di questa gratitudine attraverso la generosità e l'aiuto agli altri. Inoltre, essa sottolinea l'importanza della fiducia e della pazienza nei momenti di prova, ricordando che Allah non abbandona mai coloro che credono in Lui. La sura serve quindi come un incoraggiamento per i credenti di perseverare nelle difficoltà e di mantenere la fede nel supporto divino.